# Mieczysław Kamieński
Mieczysław Piotr ou Miecislas Kamieński est un émigré polonais servant dans l'armée française né à Lwów, aujourd'hui Lviv (Ukraine) le 22 février 1833, mort à Milan le 3 septembre 1859 à la suite d'une blessure par balle pendant la bataille de Magenta.

## Biographie
Miecislas Kamieński est le fils de Mikołaj Władysław Korwin-Kamieński (Tuszebin, 1799-Paris, 1873) qui a participé à l'insurrection de Novembre, chevalier de l'ordre de Virtuti Militari, et de la comtesse Adamina Aniela Konstancja Potocka (Lublin, 1811-Paris, 1894), fille d'Adam Potocki (1776-1812), colonel des forces polonaises du duché de Varsovie, et petite-fille de Teodor Potocki (1730–1812), qui se sont marié en 1832 à Lviv.
La famille est expulsée de Galicie en 1834. La famille séjourne un an à Lausanne. En 1838, Mikołaj Kamieński a essayé d'entrer dans l'armée belge. La famille s'installe ensuite à Paris.
Il a tenté une carrière navale et doublé le Cap Horn, élève des mines, il se rend aux mines de Freiberg. Il a écrit en français de petits ouvrages satiriques en français. Il voyage en Allemagne avec Franz Liszt qui est un ami de sa tante, Carolyne de Sayn-Wittgenstein. Après ce voyage il a rédigé une traduction de la légende de Tannhäuser.
Pendant la guerre de Crimée, il a demandé au prince Napoléon-Jérôme Bonaparte qui commande une division à prendre part à l'expédition. Il est accepté comme secrétaire d'état-major de sa division. Il se rend avec lui à Constantinople où il tombe gravement malade. Pour se remettre complètement de sa maladie, les médecins lui conseillent de prendre les eaux à Brousse. Il y a rencontré l'émir Abdelkader. Il a rédigé le récit du voyage et du séjour à Brousse publié avec ses souvenirs, en 1861.
Pour participer à la libération de l'Italie, il décide de s'engager dans l'armée française, dans le 1er régiment étranger, le 20 mai 1859. Il participe à la campagne d'Italie. Il est grièvement blessé au bras droit pendant la bataille de Magenta, le 4 juin 1859. Il est transporté à Milan où il doit être amputé. Il est décoré de la Légion d'honneur par Napoléon III. La gangrène se développe et il meurt après trois mois de souffrance, à 26 ans, le 3 novembre 1859.
Il est inhumé au cimetière de Montmartre (division 5).

## Distinction
- Chevalier de la Légion d'honneur, le 11 juillet 1859[3].

## Publication
- Miecislas Kamieński, Miecislas Kamienski tué à Magenta (Souvenir), Paris, A. Bourdilliat et Cie éditeurs, 1861, XI-327 p. (lire en ligne)
- Yadasté (The Wager), an original comedy in one act  (trad. T. Louis Oxley), Vichy, Bougarel, 1879